# Gerry Spence
Pour l’article homonyme, voir Spence.
 (13 août 2025).
Le texte peut changer fréquemment, n’est peut-être pas à jour et peut manquer de recul. N’hésitez pas à participer, en veillant à citer vos sources.
Gerald Leonard Spence, connu sous le nom de Gerry Spence, né le 8 janvier 1929 à Laramie dans le Wyoming et mort le 13 août 2025 à Montecito (Californie), est un avocat américain.

## Biographie

### Carrière
Gerry Spence est connu pour être l'avocat du père et des enfants de Karen Silkwood, pour lesquels il obtient des dommages à hauteur de 10,5 millions de dollars pour l'exposition à des radiations. Dans un procès civil, il obtient 52 millions de dollars de dommages contre McDonald's en faveur d'une petite entreprise familiale de glaces. Il a également défendu avec succès Randy Weaver alors qu'il était accusé de meurtre et de conspiration, sans appeler un seul témoin à la barre. Conférencier dans de nombreuses écoles de droit, il écrit de nombreux ouvrages et devient consultant pour de nombreuses chaînes de télévision américaines.

## Publications (sélection)
- Gunning for Justice – My Life and Trials (Doubleday 1982)  (ISBN 978-0-385-17703-0)
- Of Murder and Madness: A True Story of Insanity and the Law (Doubleday 1983)  (ISBN 978-0-385-18801-2)
- Trial by Fire: The True Story of a Woman's Ordeal at the Hands of the Law (William Morrow 1986)  (ISBN 978-0-688-06075-6)
- With Justice for None: Destroying an American Myth (Times Books 1989)  (ISBN 978-0-14-013325-7)
- From Freedom to Slavery: The Rebirth of Tyranny in America (St. Martin's Press 1993)  (ISBN 978-0-312-14342-8)
- How to Argue & Win Every Time: At Home, At Work, In Court, Everywhere, Everyday (St. Martin's Press 1995)  (ISBN 0-312-14477-6)
- The Making of a Country Lawyer (St. Martin's Press 1996)  (ISBN 978-0-312-14673-3)
- O. J.: The Last Word (St. Martin's Press 1997)  (ISBN 978-0-312-18009-6)
- Give Me Liberty: Freeing Ourselves in the Twenty-First Century (St. Martin's Press 1998)  (ISBN 0-312-24563-7)
- A Boy's Summer: Fathers and Sons Together (St. Martin's Press 2000)  (ISBN 978-0-312-20282-8)
- Gerry Spence's Wyoming: The Landscape (St. Martin's Press 2000)  (ISBN 978-0-312-20776-2)
- Half Moon and Empty Stars (Scribner 2001)  (ISBN 0-7432-0276-7)
- Seven Simple Steps to Personal Freedom: An Owner's Manual for Life (St. Martin's Griffin 2002)  (ISBN 978-0-312-30311-2)
- The Smoking Gun: Day by Day Through a Shocking Murder Trial (Scribner 2003)  (ISBN 978-0-7432-4696-5)
- Win Your Case: How to Present, Persuade, and Prevail—Every Place, Every Time (St. Martin's Press 2006)  (ISBN 0-312-36067-3)
- Bloodthirsty Bitches and Pious Pimps of Power: The Rise and Risks of the New Conservative Hate Culture (St. Martin's Press 2006)  (ISBN 978-0-312-36153-2)
- The Lost Frontier: Images and Narrative (Gibbs Smith 2013)  (ISBN 978-1-4236-3290-0)
- Police State: How America's Cops Get Away with Murder (St. Martin's Press 2018)  (ISBN 978-1-250-07345-7)
- So I Said: Quotes and Thoughts of Gerry Spence (Sastrugi Press 2018)  (ISBN 978-1-944986-38-4)
- Court of Lies (Forge Books 2019)  (ISBN 978-1-250-18348-4)
- The Martyrdom of Collins Catch the Bear (Seven Stories Press 2020)  (ISBN 978-1-60980-966-9)